# Finale di European Rugby Champions Cup 2019-2020
La finale di European Rugby Champions Cup 2019-20 fu la gara di assegnazione del titolo di campione della 25ª edizione della massima competizione europea per club di rugby a 15.
Si tenne a Bristol il 17 ottobre 2020, data inusuale a più di dieci mesi dall'avvio della competizione.
A causa della pandemia di COVID-19, infatti, numerose manifestazioni sportive furono annullate, rinviate o sospese; la Champions Cup rientrò in quest'ultima fattispecie e subì un'interruzione di circa quattro mesi.
La finale vide di fronte la francese Racing 92, già presente due anni prima all'appuntamento per il titolo, e l'esordiente Exeter, prima d'allora mai giunta all'ultimo atto della competizione: fu proprio la squadra inglese ad aggiudicarsi il titolo grazie alla vittoria per 31 a 27.

## Il percorso dei club finalisti

### Exeter
Il cammino del club del Devon iniziò con una vittoria in Francia a La Rochelle per 31-12 cui fece seguito quella interna 34-18 sul Glasgow Warriors e la doppia affermazione nel derby inglese contro Sale Sharks, 22-20 nella Grande Manchester e 35-10 in casa.
La qualificazione ai quarti giunse con il pareggio esterno 31-31 a Glasgow che manteneva gli scozzesi, i più diretti concorrenti alla qualificazione, a dieci punti di distanza; nell'ultima giornata, battendo La Rochelle 33-14, Exeter si assicurò il secondo posto del seeding e i play-off in casa.
Un altro derby inglese attese Exeter nei quarti, contro Northampton: benché sostanzialmente equilibrato nel primo tempo (chiuso avanti per 14-10), l'incontro fu dominato dagli Chiefs nella ripresa, che dilagarono con 24 punti contro solo una meta di Northampton, e concluso sul punteggio di 38-15 guadagnando la loro prima semifinale di sempre nella Coppa maggiore.
La settimana seguente fu Tolosa a cadere in casa degli Chiefs, che divisero equamente i loro punti tra le due frazioni: due mete trasformate per tempo, contro solo due mete totali francesi per un 28-18 che diede a Exeter la sua prima finale.

### Racing 92
Il cammino verso la finale del club parigino iniziò con la vittoria interna sui campioni uscenti del Saracens per 30-10, cui fece seguito un pari in Irlanda 21-21 in casa di Munster.
Tre vittorie consecutive, due delle quali contro Ospreys 40-19 in Galles e 40-27 al ritorno a Parigi e, a seguire, contro Munster 39-22, diedero al Racing il primo posto matematico e la qualificazione ai quarti di finale da giocare tuttavia fuori casa per via della sconfitta 24-27 contro Saracens nell'ultimo turno che destinò il club francese al seeding numero 5 dei play-off.
Anche per il Racing il quarto di finale fu un derby, tenutosi al Michelin contro Clermont: nonostante le quattro mete della squadra di casa contro le due dei parigini, questi ultimi ebbero la meglio grazie alla precisione chirurgica al piede di Teddy Iribaren, che realizzò sei piazzati e una trasformazione per un totale di 20 punti, cui si aggiunsero altri sei punti di Maxime Machenaud che fissarono il punteggio sul 36-27 per il Racing il quale, per avere eliminato una squadra con migliore seeding, guadagnò il diritto di disputare la semifinale in casa.
Contro il Saracens, ritrovato al penultimo atto della competizione dopo averlo affrontato nella fase a gironi, il copione fu opposto a quello visto a Clermont-Ferrand: fu il Racing a marcare tutte le mete dell'incontro mentre i londinesi si affidarono solo ai calci piazzati di Alex Goode, che ne mise a segno cinque, tuttavia insufficienti per superare i francesi che si imposero 19-15 grazie a una marcatura di Juan Imhoff a pochi minuti dalla fine.

## La finale
Poco dopo il termine della fase a gironi, la sopravvenuta emergenza sanitaria relativa al COVID-19 causò l'interruzione del torneo, sospeso a marzo fino a data da destinarsi.
Occorsero più di quattro mesi per riprendere la competizione nel rispetto delle norme di sicurezza della salute emanate dai vari governi: i play-off furono infatti disputati nella seconda metà di settembre 2020, mentre invece la finale, originariamente prevista a Marsiglia, fu riprogrammata il 17 ottobre a Bristol, nel Regno Unito.
Ad accogliere le due finaliste fu un Ashton Gate deserto; l'incontro era un inedito, in quanto Exeter e Racing 92 non si erano incontrate mai in precedenza in ambito di competizioni europee.
La partita fu affidata al gallese Nigel Owens, alla sua ultima direzione di una gara di club (un mese più tardi si ritirò dopo aver arbitrato il suo centesimo incontro internazionale).
L'avvio fu fulmineo per Exeter, che nel primo quarto d'ora si portò sul 14-0 grazie alle mete di Cowan-Dickie e Sam Simmonds trasformate dal fratello di quest'ultimo Joe; prima della mezz'ora, tuttavia, Zebo e Imhoff ridussero lo svantaggio per i parigini, portandosi sotto di due punti (12-14).
La meta inglese di Harry Williams chiuse il primo tempo sul 21-12 per Exeter, ma alla ripresa del gioco Zebo accorciò di nuovo le distanze con una meta, cui replicò immediatamente Slade per il +11 inglese con 35 minuti ancora da giocare.
Furono, quelli, gli ultimi punti di Exeter fino al 79': in mezzo, una meta di Chat a mezz'ora dalla fine che portava lo svantaggio francese a -4 e un piazzato di Machenaud con un quarto d'ora ancora da giocare che assottigliava il margine di Exeter a un solo punto.
A un minuto dalla fine ancora Joe Simmonds, sfruttando un fuorigioco francese punito da Owens con un calcio franco, piazzò il tiro tra i pali per il definitivo 31-27 con cui Exeter conquistò la sua prima Champions Cup di sempre, mentre il Racing 92 perse la sua seconda finale in altrettante apparizioni.
Il seconda linea dell'Exeter Jonny Hill fu nominato miglior giocatore dell'incontro.

## Tabellino dell'incontro
| Arbitro: | Nigel Owens |

| |              | |
| Cowan-Dickie 7’ S. Simmonds 15’ H. Williams 39’ Slade 44’ | mt           | 19’, 42’ Zebo 31’ Imhoff 49’ Chat |
| J. Simmonds 7’, 15’, 39’, 44’ | tr           | 31’ Russell 49’ Machenaud |
| J. Simmonds 79’ | c.p.         | 64’ Machenaud |
| · Hogg · 66’ 68’ Nowell · Slade · 58’ 66’ 68’ Whitten · O'Flaherty · J.Simmonds · 64’ J. Maunder · S. Simmonds · 55’ Vermeulen · Ewers · J. Hill · 58’ Gray · 55’ Williams · 55’ Cowan-Dickie · 55’ Hepburn | Formazioni   | · Zebo 64’ · Dupichot · Vakatawa 75’ · Chavancy · Imhoff · Russell · Iribaren 41’ · Claassen 75’ · Sanconnie · Lauret · Bird · Le Roux 66’ · Colombe 50’ · Chat 50’ · Ben Arous 50’ |
| · 55’ Yeandle · 55’ Moon · 55’ 70-80’ Francis · 58’ Skinner · 55’ Kirsten · 64’ Hidalgo-Clyne · Steenson · 58’ Devoto                                                                                       | Sostituzioni | · Baubigny 50’ · Kolingar 50’ · Oz 50’ · Ryan 66’ · Palu 75’ · Machenaud 41’ · Klemenczak 75’ · Beale 64’                                                                           |
| Rob Baxter | Allenatori   | Laurent Travers |